# Trichoplusia brassicae
Trichoplusia brassicae là một loài bướm đêm trong họ Noctuidae.